# Arwarton
Arwarton of Erwarton is een civil parish in het bestuurlijke gebied Babergh, in het Engelse graafschap Suffolk. In 2001 telde het dorp 703 inwoners.

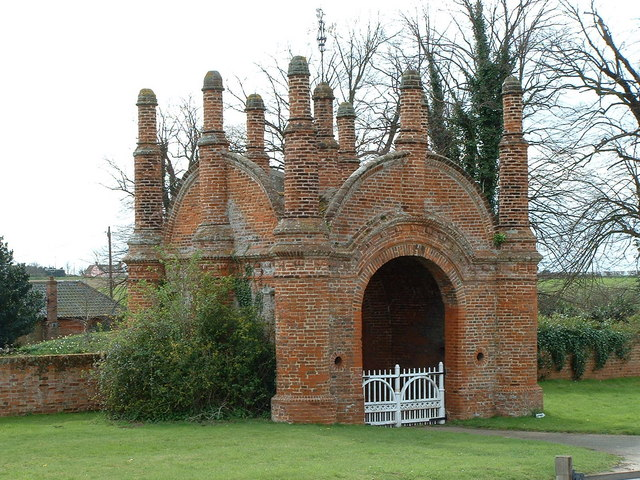